# Akadémos
Akadémos nebo Hekadémos (starořecky Ἀκάδημος, Ἑκάδημος – Akadémos, Hekadémos; latinsky Academus) je v řecké mytologii starý aténský héros, kterému byl v Aténach zasvěcen háj s chrámem a prvním aténským gymnáziem.
Antičtí autoři nám o jeho činech zaznamenali málo. Uvádějí jen to, že když aténský král Théseus s pomocí lapithského krále Peirithoa unesl ze Sparty krásnou Helenu, její bratři Kastór a Polydeukes ji šli do Atén hledat. Pod hrozbou, že Atény zničí, jim Akadémos místo jejího úkrytu ukázal.
Atéňané za záchranu města Akadémovi prokazovali vděk a po jeho smrti mu zasvětili v severozápadní části Atén háj s chrámem. Sparťané tento posvátný háj ctili natolik, že když během bojů ničili Atény, toto místo ušetřili.
Okolo roku 387 př. n. l. pak založil Platón v tomto háji filozofickou školu, pro kterou se ujal název Akademie. Platón tam přednášel svým přátelům a žákům nepřetržitě celých dvacet let. Akademie existovala přes 900 let, než ji v roce 529 zrušil císář Justinián. Jméno školy však žije dodnes v názvu uměleckých a vědeckých institucí.